# Hannelore Desmet
Hannelore Desmet (Hasselt, 25 febbraio 1989) è un'ex altista belga.

## Palmarès
| Anno | Manifestazione    | Sede       | Evento        | Risultato | Prestazione | Note |
| ---- | ----------------- | ---------- | ------------- | --------- | ----------- | ---- |
| 2007 | Europei juniores  | Hengelo    | Salto in alto | 10ª       | 1,75 m      |      |
| 2008 | Mondiali juniores | Bydgoszcz  | Salto in alto | Bronzo    | 1,86 m      |      |
| 2009 | Europei under 23  | Kaunas     | Salto in alto | 10ª       | 1,79 m      |      |
| 2009 | Universiadi       | Belgrado   | Salto in alto | 10ª       | 1,85 m      |      |
| 2010 | Europei           | Barcellona | Salto in alto | 25ª (q)   | 1,83 m      |      |

## Altre competizioni internazionali
2005
- Bronzo al Festival olimpico della gioventù europea ( Lignano Sabbiadoro), salto in alto - 1,78 m

2009
- Argento agli Europei a squadre ( Bergen), salto in alto - 1,86 m